# Gornje Goračiće
Gornje Goračiće (Servisch cyrillisch Горње Горачиће) is een plaats in de Servische gemeente Prijepolje. De plaats telt 58 inwoners (2002).